# Восстановление независимости Польши в 1918 году
Восстановление независимости Польши в 1918 году — серия событий, приведших к окончательному восстановлению суверенитета Польши после раздела в 1795 году. Условно принятая дата этого праздника — 11 ноября.

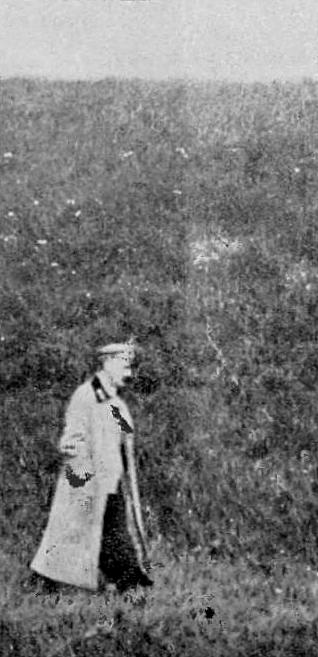
Юзеф Пилсудский во время заключения в Магдебурге

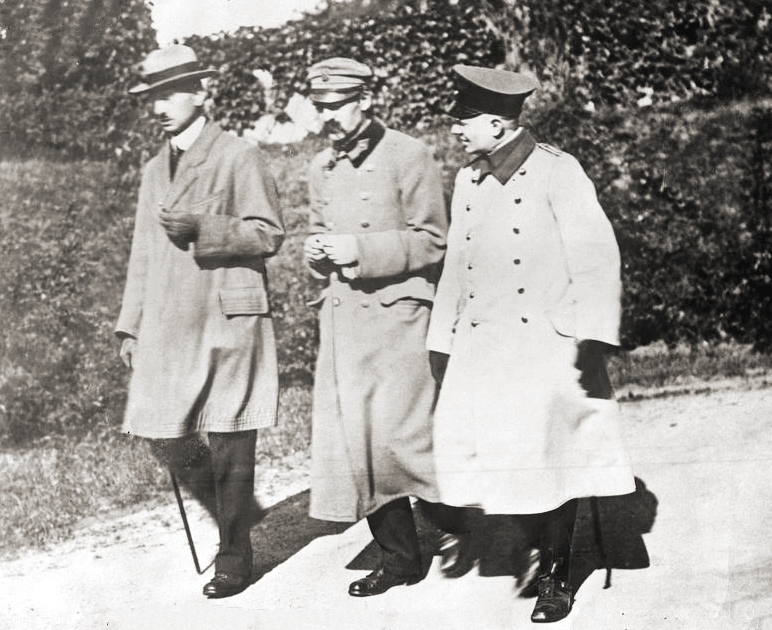
Полковник Казимеж Соснковский (слева) и бригадный генерал Юзеф Пилсудский (справа)

## Хронология событий

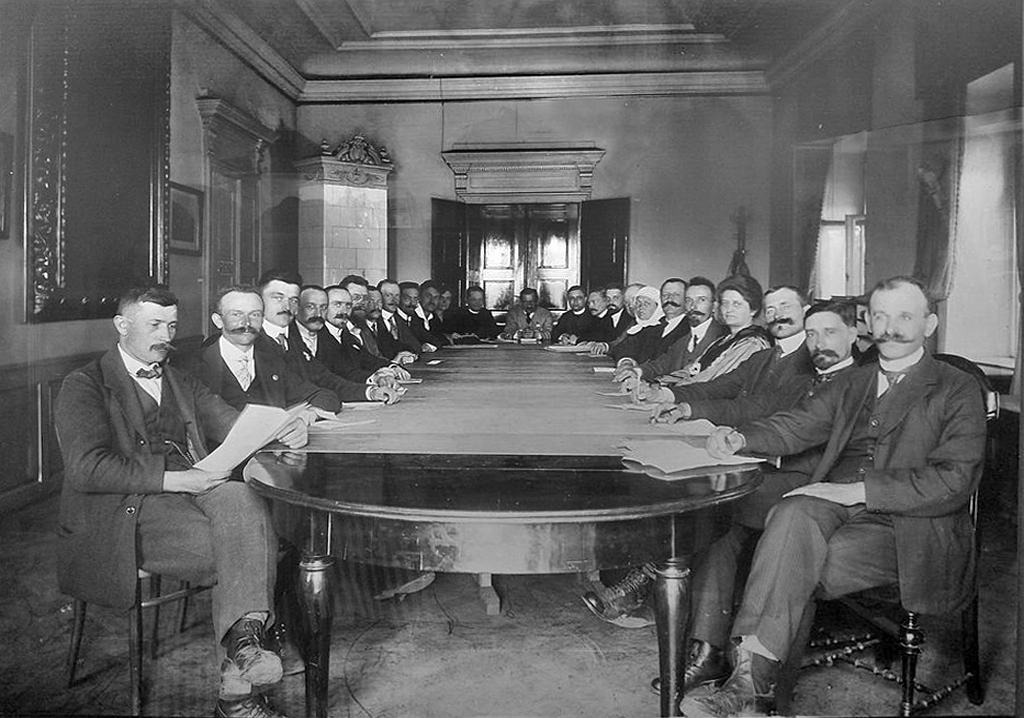
Заседание Национального Совета Герцогства Тешин

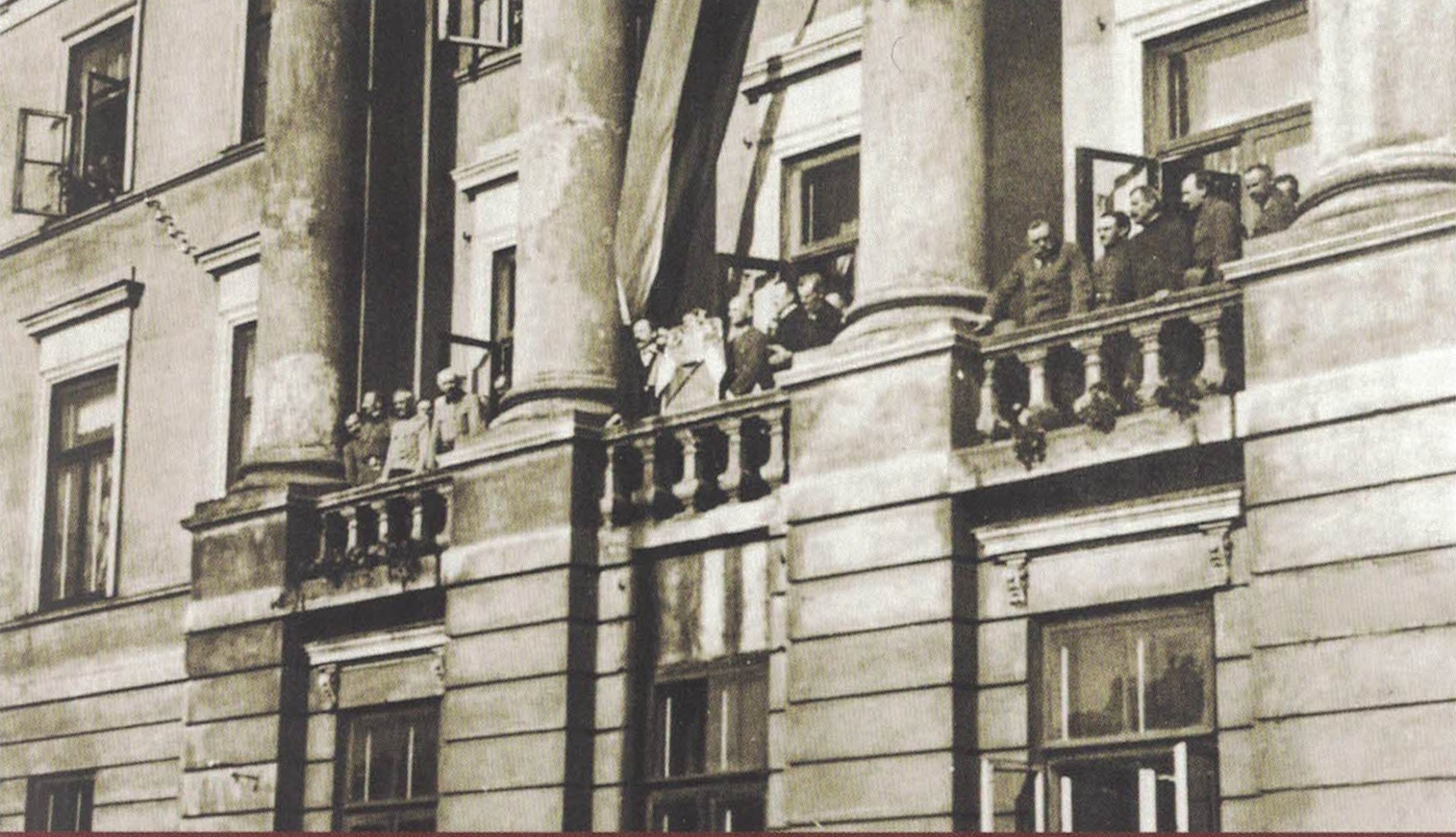
Провозглашение Радомской Республики с балкона Сандомирского дворца в Радоме

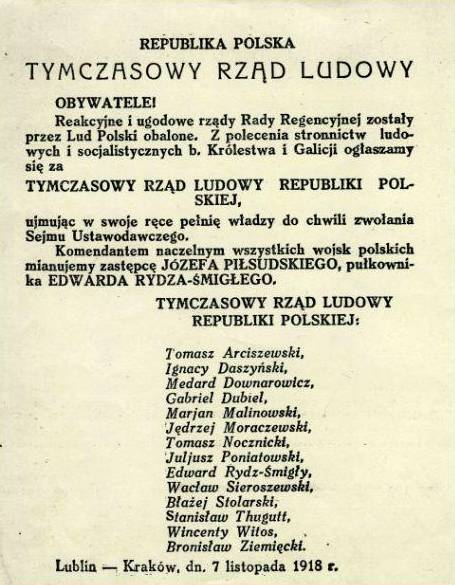
Листовка, информирующая об образовании Временного народного правительства Польской Республики

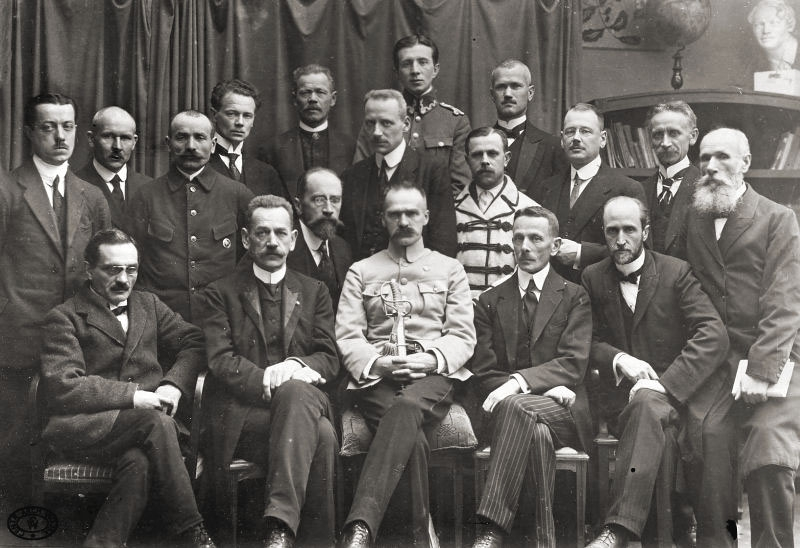
Члены Временного народного правительства Польской Республики

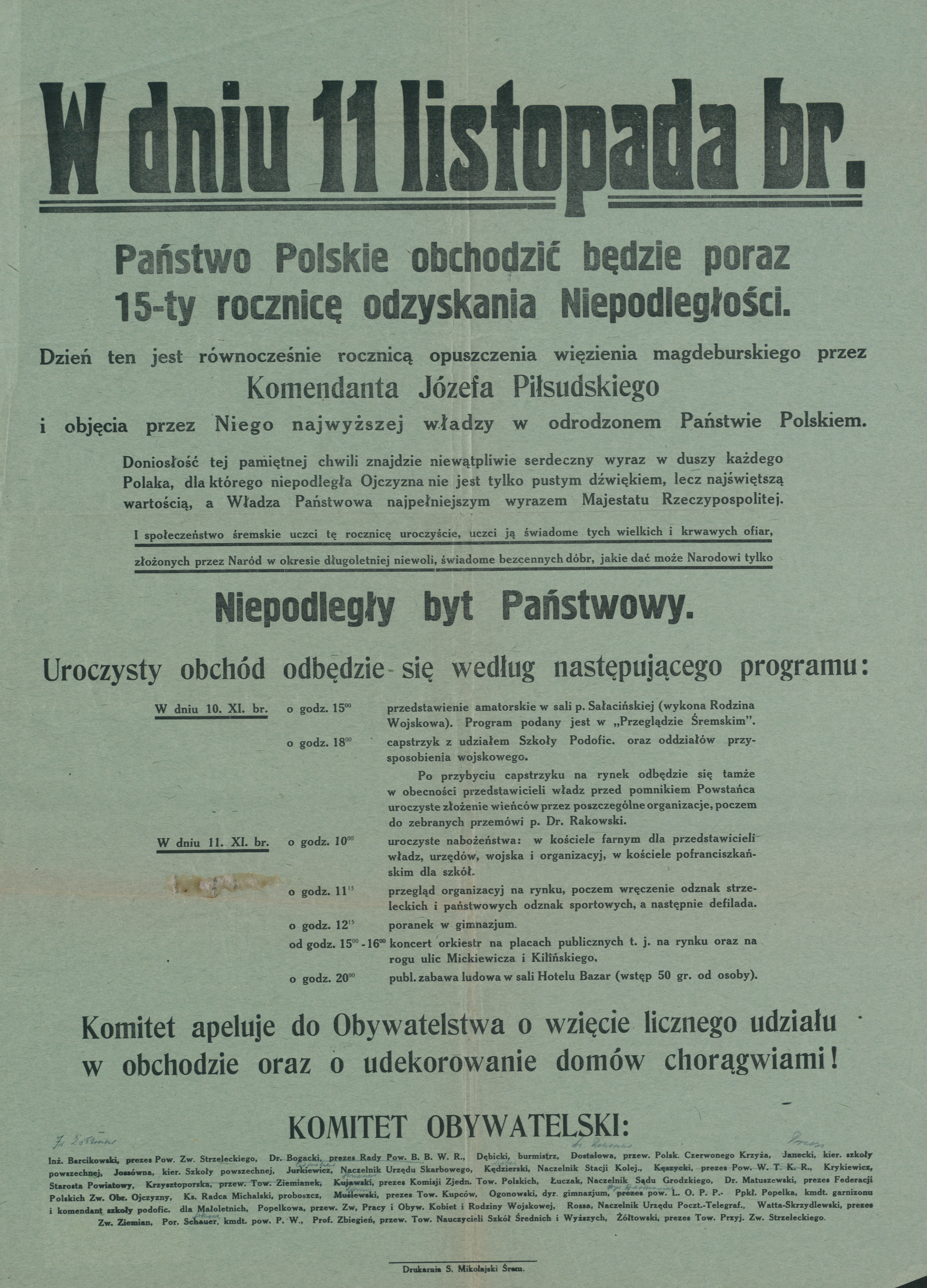
Плакат по случаю дня независимости в 1933 году (Государственный архив в Познани)

### 1914 год
- 5 августа — Воззвание верховного главнокомандующего Русской Армией Великого Князя Николая Николаевича к полякам и русскому народу.

### 1916 год
- 5 ноября — власти Германии и Австро-Венгрии издали Акт 5 ноября, создавшее марионеточное государство Королевство Польского.

### 1917 год
14 января — начало деятельности Временного Государственного совета, что означает формальное существование Королевства Польского.
14 марта — через несколько дней после свержения самодержавия в России, Петроградский совет рабочих и солдатских депутатов выпустил обращение «К польскому народу», провозгласив, что «Польша имеет право быть независимой в государственном и международном отношении». 
15 марта — на следующий день Временное правительство утвердило Положение о Ликвидационной комиссии по делам царства Польского, которой поручалось провести «выявление местонахождения и состояния имуществ государственных и общественных учреждений царства Польского, определение условий хранения и заведования ими впредь до передачи их польскому государству».
16 марта — Воззвание Временного правительства к польскому народу с обещанием создать польское государство после решения этого вопроса Учредительным собранием.
апрель — Стремлением Временного правительства использовать военную силу польских легионеров против немецких войск, а именно формируемый Ю. Довбор-Мусницким корпус, была мотивирована выдача из Оружейной палаты Московского Кремля польских знамён, взятых царскими войсками при подавлении восстания 1830 г. Это распоряжение издал военный министр А. И. Гучков по просьбе поляков в апреле 1917 г.
12 сентября — Совет Регентства приступает к исполнению обязанностей главы государства.

### 1918 год
- 8 января — в своем обращении к Конгрессу президент США Томас Вудро Вильсон представил программу мира (так называемые «Четырнадцать пунктов Вильсона»), в которой под пунктом 13 он постулировал создание независимого польского государства.
- 3 марта — в соответствии со Статьёй III Брестского договора Советская Россия признаёт отсутствие своей власти над территорией Польши.
- 29 августа — Декрет Совета народных комиссаров РСФСР об отмене всех договоров и актов царизма о разделах Польши, равно как и вытекавших из них неравноправных отношений[4][5].
- 7 октября — провозглашение независимости Польши Регентским советом[6].
- 12 октября — Регентский совет взял у оккупантов контроль над польской армией.
- 13 октября — провозглашение независимости Закопанской Республики во главе с писателем Стефаном Жеромским; это было первое место в Польше, где было открыто осуждено подчинение властям разделивших Польшу государств.
- 19 октября — создание Национального совета Тешинского герцогства.
- 23 октября — создание правительства Юзефа Свежинского.
- 28 октября — польские депутаты австрийского парламента создали в Кракове Польский ликвидационный комитет для Галиции и Тешинской Силезии. Его председателем был Винценты Витос.
- 30 октября — Национальный совет Тешинского герцогства признал власть Польши.
- 31 октября
  - разоружение австрийских гарнизонов (в том числе в Кракове, Цешине, Закопане)
  - командующий Краковским гарнизоном генерал. Болеслав Роя призвал старейших польских офицеров принять на себя командование в Западной Галиции от австрийцев.
  - с должности командующего польской армией смещён генерал Ганс фон Безелер
- 1 ноября
  - части Польской военной организации (POW) начали разоружение немецких и австрийских солдат (в том числе в Радоме)
  - В Люблине создан Союз польских харцеров, объединивший три польские скаутские организации.
  - Украинский переворот во Львове, начало битвы за Львов и польско-украинской войны
- 2 ноября — в оккупированном австрийцами Радоме т. н. Комитет пяти был первым в Королевстве Польском, который принял на себя власть от оккупантов и провозгласил полностью суверенную Радомскую республику[7][8]
- 5 ноября — учреждён Совет рабочих в Люблине.
- 6/7 ноября — ночью в Люблине сформировано правительство Игнатия Дашиньского.
- 10 ноября
  - Юзеф Пилсудский, освобождённый из тюрьмы в Магдебурге, прибыл на главный вокзал Варшавы на специальном поезде из Берлина. Его встретил регент князь Здзислав Любомирский.
  - Генерал-губернатор Ханс фон Безелер официально передал власть Регентскому совету
- 11 ноября
  - передача Советом Регентства верховной власти над армией бригадному генералу Юзефу Пилсудскому и назначение его верховным главнокомандующим польской армией[9].
  - после завершения переговоров Пилсудского с Центральным солдатским советом немецкие войска начали отступление из Королевства Польского.
  - Ярогнев Дрвенски (предшественник: Эрнст Вильмс) назначен мэром Познани.
  - дата, выбранная во Второй Польской республике как день восстановления фактической независимости Польского государства (о независимости Королевства было официально объявлено 7 октября)
- 12 ноября
  - Совет Регентства поручает Юзефу Пилсудскому создание Национального правительства.
  - Генерал-губернатор Варшавы Ханс фон Безелер покидает Королевство Польское
- 13 ноября — Польский национальный комитет в Париже признан Францией де-факто правительством Польши, таким образом пополняя ряды победившей Антанты.
- 14 ноября
  - Совет Регентства передаёт правление Юзефу Пилсудскому
- Роспуск Совета Регентства и передача всей высшей государственной власти Юзефу Пилсудскому как верховному главнокомандующему[10]
  - Пилсудский назначает Игнация Дашиньского председателем Совета министров[11].
- 15 ноября — Изменение названия страны с «Королевство Польское» на «Республика Польша». Monitor Polski No. 204 имеет подзаголовок «Официальный вестник Республики Польша».
- 16 ноября — Юзеф Пилсудский подписывает телеграмму, уведомляющую о создании независимого польского государства.
- 17 ноября — после отставки Дашинского Юзеф Пилсудский назначает Енджея Морачевского премьер-министром.
- 19 ноября
  - окончание эвакуации немецких войск из Польской Республики
  - отправка из камеры в Варшавской цитадели сообщения Пилсудского, уведомляющего о создании независимого польского государства
- 21 ноября — Польша была де-факто признана правительством Германии через своего представителя в Варшаве Гарри Кесслера, но ненадолго: польско-германские дипломатические отношения были разорваны 15 декабря.
- 22 ноября — подписание указа о политических основах Республики Польша, объявленного 29 ноября.
- 28 ноября — указ о принятии закона о выборах[12] и назначении выборов в Законодательный сейм[13].
- 29 ноября — Юзеф Пилсудский вступает в должность главы государства в качестве «временного главы государства»[14]
- 27 декабря — начало Великопольского восстания в Познанском воеводстве.

### 1919 год
- 16 февраля — в Трире подписано перемирие, положившее конец Великопольскому восстанию.

## Предпосылки и история
В конце Первой мировой войны под давлением Совета Регентства с требованием освободить Юзефа Пилсудского, власти Германской империи в ответ 10 ноября 1918 года дали твёрдые заверения, что бригадир прибудет в Варшаву в ближайшие дни. Известие об этом было опубликовано в номере «Курьера Варшавского» в воскресенье, 10 ноября 1918 г., и тогда же на последней странице этого журнала было напечатано внеочередное приложение, озаглавленное «Возвращение коменданта Пилсудского». В его содержании сообщалось, что Юзеф Пилсудский прибыл 10 ноября 1918 года в 07:30 в Варшаву скорым поездом из Берлина. Немцы немедленно освободили его из 15-месячного заключения в Магдебургской крепости, и его раннее прибытие было сочтено неожиданным, как и ожидалось несколько дней спустя. Командующего Юзефа Пилсудского и полковника Казимежа Соснковского (его бывший заместитель на посту начальника отдела Военной комиссии Временного Государственного совета) встретил главнокомандующий военнопленными Адам Коч (псевдоним «Витольд») и капитан Станислав Крзачинский от имени Ассоциации бывших польских военных. После представления и получения коротких военных отчётов Юзеф Пилсудский поприветствовал члена Регентского совета о. Здислав Любомирский, прибывший на место с адъютантом, капитаном Ростворовский. Затем Пилсудский поехал на машине с о. Любомирски в свою штаб-квартиру во Фраскати, где у них обоих было около получаса разговора. Позже Пилсудский отправился в гостевой дом на улице Станислава Монюшского, 2, где он отдыхал после путешествия. Позже в тот же день коменданта посетили его бывшие подчинённые - офицеры, представители партийных и политических партий (Межпартийный кружок, Польская социалистическая партия — революционная фракция, Польская народная партия, Партия национальной независимости), академическая молодёжь и представители общества. Пилсудского посетил также начальник Генерального штаба Войска Польского генерал. Тадеуш Розвадовский и полковник Ян Врочинский, возглавлявший министерство военных дел.
Жители Варшавы с энтузиазмом радовались приезду Юзефа Пилсудского. Перед зданием по ул. Монюшко 2 Пилсудский встретил их с балкона второго этажа, украшенного национальными флагами и знаменем с Белым орлом, следующими словами:

Граждане! Я очень благодарен вам за этот радушный приём, который вы мне приготовили. Варшава встречает меня в третий раз. Я верю, что мы ещё не раз увидимся в более счастливых условиях. Я всегда служил и буду служить своей жизнью, своей кровью Родине и польскому народу. Приветствую вас кратко, потому что я простужен; у меня болят горло и грудь!

В 16.30 в Архиепископском дворце состоялось заседание Регентского совета с участием Юзефа Пилсудского . Позже командующий встретился с Президиумом Совета министров, Советом немецких солдат и рабочих в Варшаве (учреждён 8 ноября, создан вечером 10 ноября и направлен на достижение взаимопонимания с польским обществом и предоставление возможности свободно покинуть Королевство как ранее оккупированную территорию), выступая с речью. с немецкими солдатами и с целью предотвращения вооружённых столкновений он также установил телеграфный контакт с Временным народным правительством Польской Республики, ранее созданным в Люблине Игнацием Дашиньским, и в полдень понедельника 11 ноября 1918 года он должен был снова появиться в штабе Совета Регентства.
С прибытием Пилсудского в Варшаву Регентский совет разослал послания в Краков, Познань и Париж, вызвав представителей партии в Варшаву для формирования национального правительства (адресатами посланий были: Президиум ликвидационного комитета в Кракове, Польский кружок в Познани и Польский национальный комитет в Париже). В Варшаву приехали представители политических партий, депутаты, дипломаты и военные. Люблинское правительство назначило комиссаров в повяты на польских территориях.

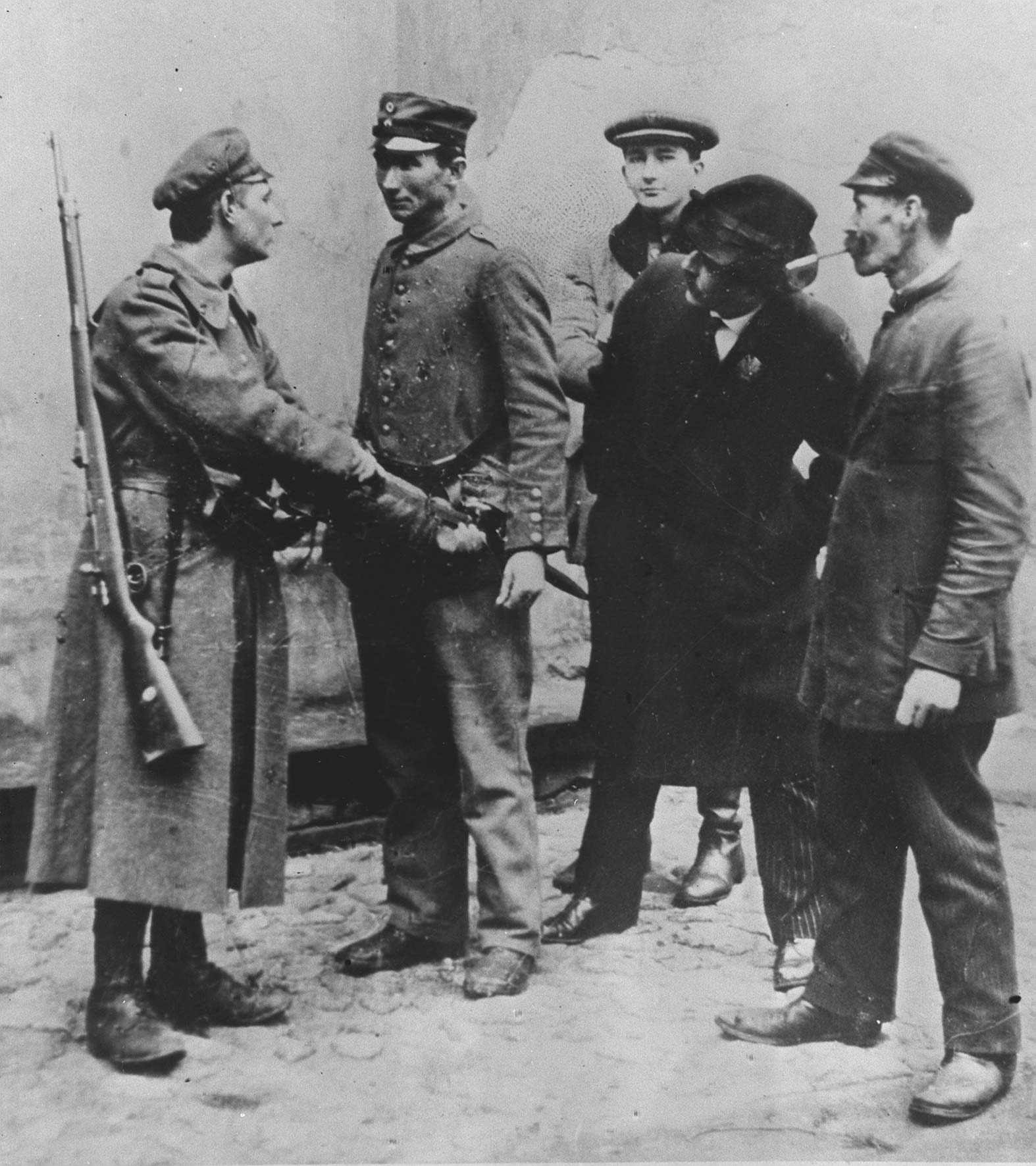
Разоружение немцев на улицах Варшавы

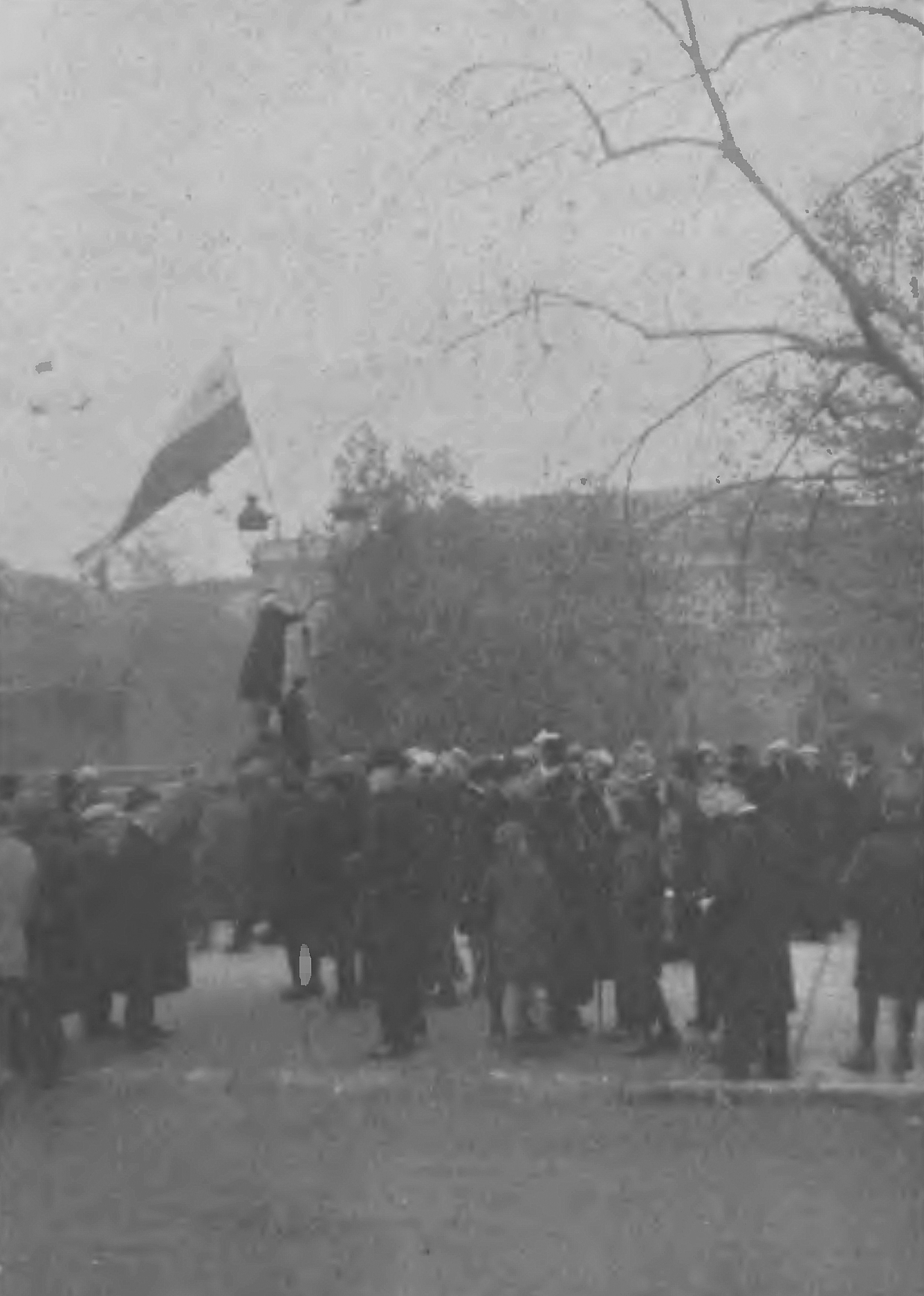
Студент университета вывешивает польский флаг у Губернаторского дворца в Варшаве

10 и 11 ноября 1918 года немецкий военный гарнизон в Варшаве, которая до сих пор был оккупирована, был разоружён. По сообщениям газет, в объявленном военном перевороте против оккупантов участвовали 16 тысяч человек. При разоружении немцев, проводившемся воинскими частями и спонтанно населением, во время многочисленных инцидентов, стычек и перестрелок многие люди были ранены с обеих сторон, а также некоторые были убиты. Многие поляки получили тяжёлые ранения во время перестрелок в Муранове у Ковельского моста, когда немцы пытались защитить Цитадель. Молодёжь из Варшавы отличилась в разоружении (как в составе военнопленных, ополченцев, социалистов, так и без объединения). Более того, польская сторона подавляла демонстрации сторонников немецкой революции и большевизма против польской армии. Демонстранты также появились перед домом Пилсудского на ул. Монюшко, выкрикивая лозунги против него и Войска Польского. Были и случаи обстрела польских солдат сторонниками большевизма. Во время захвата оружия у немецкой армии польские военные власти вели переговоры с немецким советом солдат и рабочих в Варшаве . 10 ноября в 21.00 отряд милиции комиссара Павловича взял на себя управление криминальной полиции, расположенное в ратуше. Около 22.00 польские солдаты под командованием лейтенанта Пржеворский захватили Бельведер и находившуюся там гауптвахту.
Кроме того, польская армия захватила посты на мосту Кербедзь и на железнодорожном мосту . В ночь с 10 на 11 ноября поляки захватили казармы на улице Нововейской, немецкую военную автомобильную часть (Kraftwagenpark) на улице Ксёненца, конфисковав оружие и боеприпасы . 10 ноября были освобождены политические заключённые из Модлина, а на следующий день также из тюрем в Варшаве (из Цитадели). С утра 11 ноября 1918 года заместитель председателя временного правительства Владислав Врублевский, немецкие комиссары, граф Лерхефельд, советник Жихлинский, граф. Хуттен-Чапски выступил с заявлением, в котором сообщалось, что вся администрация оккупированной территории была передана польским властям. В Варшаве были захвачены Цитадель, железная дорога, судоходство, городская милиция, почта, трамваи. Немецкие суды прекратили свою деятельность. 11 ноября в 13.00 польские войска захватили гауптвахту на площади Саски и Губернаторский дворец, где раньше находилась немецкая губерния. Немецкие таблички и знаки исчезли со зданий, появились польские цвета и национальные символы. Последний поезд с немецкими официальными лицами и военными отправился из Варшавы. Снятие с охраны заняло несколько десятков часов и прошло успешно . Оккупация Варшавы немцами длилась 1184 дня с 5 августа 1915 г. по 10 ноября 1918 г..
Вечером 11 ноября 1918 года, с 17 до 22 часов, Совет Регентства провёл собрание, организованное регентом Юзефом Островским. Юзеф Пилсудский присоединился к собравшимся членам Совета . В то время Регентский совет решил передать Юзефу Пилсудскому общее командование формирующейся польской армией. Послание Регентского совета о передаче верховного командования Войска Польского бригадному генералу Юзефу Пилсудскому было озвучено в Вестнике законов Польского государства № 17, п. 38.

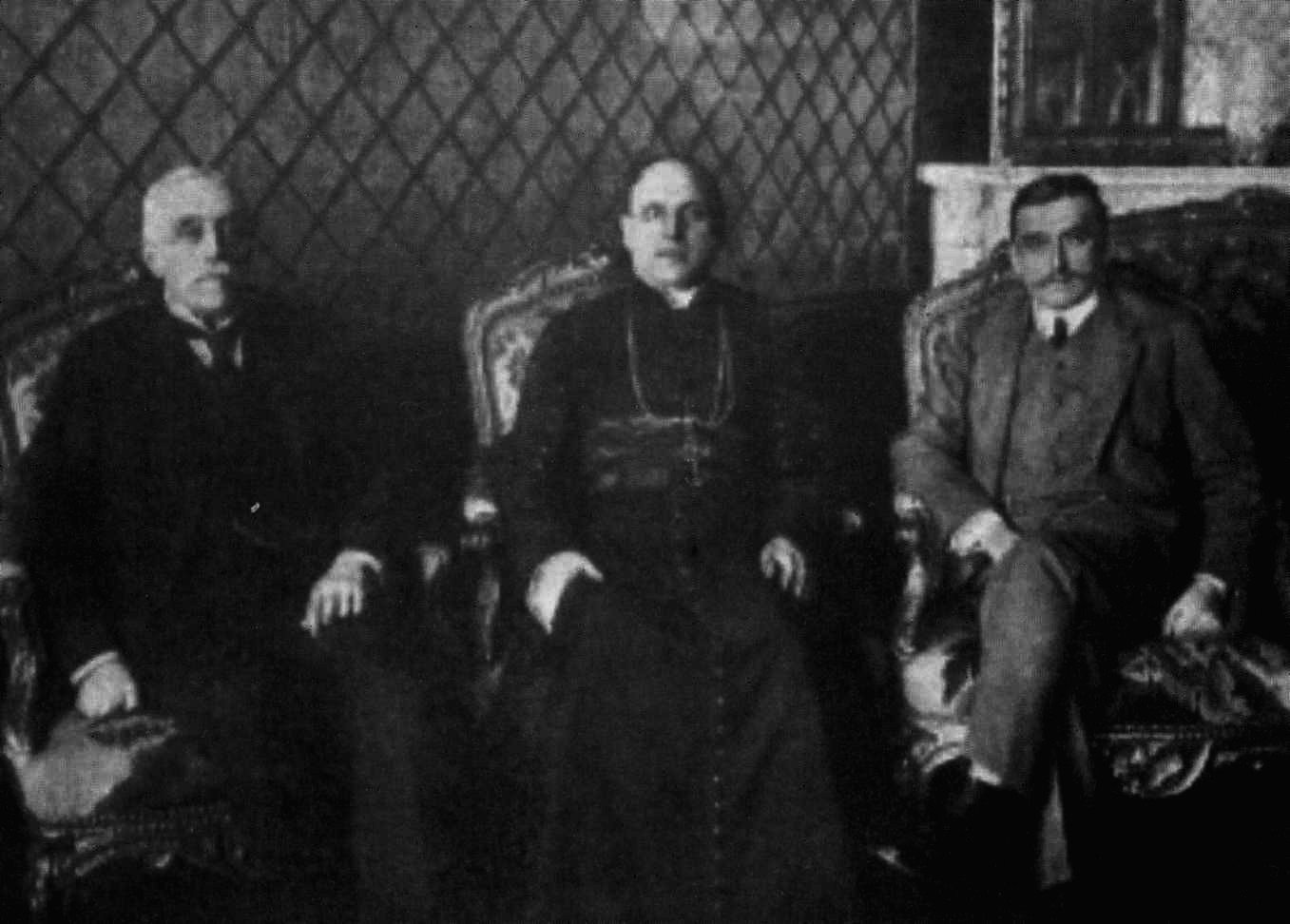
Состав Совета Регентства: граф Юзеф Островский, архиепископ Александр Каковский, князь Здзислав Любомирский.

В переговорах также приняли участие маршал бывшего Государственного совета Францишек Пуласки, Антоний Луневский и Владислав Завадский. До позднего вечера Пилсудский продолжал обсуждать создание Национального правительства: в резиденции согласительной комиссии вместе с военными, во время конференции комитетов демократических партий.
12 ноября 1918 года Юзеф Пилсудский сделал два заявления. В первом, адресованном гражданам, он сообщил о принятии командования над польскими вооружёнными силами, об окончании оккупации Польши, он обратился с призывом позволить оккупантам покинуть Польшу без гнева и мести и в надлежащем порядке. Во втором обращении он сообщил о полученной им от Регентского совета просьбе об учреждении национального правительства, которому Совет передаст свои полномочия, и подчеркнул, что он согласился со Временным народным правительством Польской республики в Люблине, и призвал представителей политических партий узнать их позицию по существующим ситуация. Единогласным решением Варшавского городского совета от 12 ноября 1918 г. Юзеф Пилсудский был удостоен звания почётного гражданина Варшавы, и, таким образом, это была первая такая награда в истории независимой Польши (диплом был вручён 8 февраля 1919 года).
Ранее заявления также сделали: Польская ликвидационный комитет в Кракове 8 ноября, командующий Варшавой и её окрестностями полковник Хенрик Минкевич. 14 ноября 1918 года три регента, чтобы положить конец переходному разделению высшей государственной власти, установленному 11 ноября 1918 года , и желая ввести единообразную власть и руководствуясь благом Отечества, решили распустить Регентский совет и передали Верховному главнокомандующему Польской армией Юзефу Пилсудскому полную гражданскую верховную власть Польши в возрождённом время его передачи Национальному Правительству . 17 ноября 1918 года Юзеф Пилсудский назначил правительство Енджея Морачевского, а 22 ноября 1918 года он стал Временным главой государства и вместе с Енджеем Морачевским подписал указ о временных органах власти Республики Польша. Формально он находился в гражданской власти до 29 ноября 1918 г., когда в «Вестнике законов Польского государства» № 17, п. 39 был опубликован указ о высшем представительном органе Республики Польша .
11 ноября 1918 года условно считается началом независимого Польского государства (Второй Польской Республики), одновременно являясь концом австрийского, немецкого и русского разделов Польши, продолжавшихся 123 года (начиная с 1795 года), а в более широком смысле — 146 лет (с первого раздела в 1772 году).
В выпуске Kurjer Warszawski от 12 ноября был напечатан текст с заголовком Вместо сообщения со следующим фрагментом:

Впервые за более чем четыре года сегодняшний номер Kurjer выходит из типографии без официального объявления с поля боя (…). И мы дожили до того, чтобы увидеть то, что уже выходит за рамки стремлений людей, мы дожили до того, чтобы увидеть, что те силы, которые раздирали Польшу, сами пали униженными и раздираемыми, хотя они сражались в противоположных лагерях. И единая Польша возрождается!

11 ноября в Компьенском лесу было подписано перемирие между Германией и Антантой, завершившее Первую мировую войну, продолжавшуюся с 1914 года. Перемирие вступило в силу в 11:00. 9 ноября отрёкся от престола германский император Вильгельм II, а 12 ноября — австро-венгерский император Карл I.